# أوبن إس إس إتش
أوبن إس إس إتش (بالإنجليزية: OpenSSH أو OpenBSD Secure Shell)‏ هي مجموعة من برامج الكمبيوتر تزود شبكات الكمبيوتر بجلسات الاتصال المشفرة، والتي تستخدم بروتوكول SSH. تم إنتاجها كبديل مفتوح المصدر لبرامج القشرة الآمنة (Secure Shell) التي توفرها شركة أمن الاتصالات SSH الفنلندية. طورت كجزء من مشروع أوبن BSD بقيادة المهندس ثيو دي رادت. يمول تطوير المشروع عن طريق التبرعات.

## وصلات خارجية
- أوبن إس إس إتش على موقع Open Hub (الإنجليزية)
- أوبن إس إس إتش على موقع Free Software Directory (الإنجليزية)
- الموقع الرسمي